# Edward, My Son
Edward, My Son is een Brits-Amerikaanse dramafilm uit 1949 onder regie van George Cukor. De film werd destijds in Nederland en Vlaanderen uitgebracht onder de titel Edward, mijn zoon.

## Verhaal
De zakenman Arnold Boult wil koste wat het kost een succes maken van zijn zoon Edward. Hij sticht brand, veroorzaakt twee zelfmoorden en koopt mensen om. Zijn vrouw krijgt een drankprobleem en komt te sterven. Zijn zoon Edward pleegt uiteindelijk zelfmoord. Nadat hij zijn gevangenisstraf heeft uitgezeten, gaat Arnold op zoek naar zijn onwettige kleinzoon.

## Rolverdeling
| Acteur            | Personage          |
| ----------------- | ------------------ |
| Spencer Tracy     | Arnold Boult       |
| Deborah Kerr      | Evelyn Boult       |
| Ian Hunter        | Dr. Larry Woodhope |
| James Donald      | Bronton            |
| Mervyn Johns      | Harry Sempkin      |
| Leueen MacGrath   | Eileen Perrin      |
| Felix Aylmer      | Mijnheer Hanray    |
| Walter Fitzgerald | Mijnheer Kedner    |
| Tilsa Page        | Betty Foxley       |
| Ernest Jay        | Walter Prothin     |
| Colin Gordon      | Ellerby            |
| Harriette Johns   | Phyllis Mayden     |
| Julian D'Albie    | Summers            |
| Clement McCallin  | Sergeant Kenyon    |

## Prijzen en nominaties
| Jaar | Prijs         | Categorie                      | Genomineerde(n) | Uitslag     |
| ---- | ------------- | ------------------------------ | --------------- | ----------- |
| 1949 | Oscars        | Beste vrouwelijke hoofdrol     | Deborah Kerr    | Genomineerd |
| 1949 | Golden Globes | Beste actrice in een dramafilm | Deborah Kerr    | Genomineerd |